# GSSP RMX
GSSP RMX – czwarty minialbum amerykańskiej grupy indierockowej Gossip. Wydano go 22 sierpnia 2006. Zawiera remiksy utworów z ostatniego albumu studyjnego Standing in the Way of Control i jeden nowy utwór.

## Lista utworów
1. "Listen Up!" (Album version), 4:19
2. "Listen Up!" (MSTRKRFT remix)",  6:51
3. "Listen Up!" (Arthur Baker's Rtny remix), 7:07
4. "Listen Up!" (A Touch of Class remix), 8:52
5. "Standing in the Way of Control" (Le Tigre remix), 5:56
6. "Are You That Somebody", 5:42
7. "Listen Up!" (Live video)

## Wykonawcy
- Beth Ditto - wokal
- Brace Paine - gitara, bass
- Hannah Blilie - perkusja